# Fuel TV (canal de televisión portugués)
FUEL TV es un canal de televisión digital por cable y satélite portugués sobre deportes de acción, propiedad de FUEL TV Global, S.A. El canal está disponible en varios países, incluyendo Portugal, China, África del Norte y Oriente Medio.

## Desarrollo
FUEL TV fue lanzado en 2003 por FOX. En 2007, la compañía de capitales 100% portuguesa, FLUID Youth Culture, S.A., llegó a un acuerdo con FOX para representar a FUEL TV en Portugal. Al año siguiente, se lanzó FUEL TV en Portugal en asociación con el proveedor de servicios en red MEO.
Entre los años 2010 y 2014, las empresas expandieron su negocio a la región de EMEA. FUEL TV EMEA, S.A. (anteriormente FLUID Youth Culture, S.A.) lanzó FUEL TV en más de 40 países de la región EMEA, llegando a 8 millones de hogares. En 2014, FUEL TV EMEA adquirió el canal de FOX. Desde entonces, el canal ha sido lanzado en 100 países de todo el mundo, incluyendo China, donde fue lanzado en febrero de 2018, y ha llegado a más de 500 millones de espectadores.
Hoy, FUEL TV está presente en más de 102 países de Europa, Asia, Oceanía, África y América Central. FUEL TV también está disponible de forma gratuita en el territorio brasileño a través del servicio de streaming Pluto TV, con subtítulos en portugués brasileño.

## Programas
- Breaking Trail
- Action Sports Plus
- FirstHand
- Built to Shred
- The Kickback
- The Moto
- Inside the Outdoors
- Drive Thru Australia
- Pull
- Camp Woodward
- Custom
- Camp James

## Disponibilidad
- Portugal : En Portugal está disponible en plataformas de cable, satélite e IPTV. Cubre eventos de deportes de acción nacionales e internacionales, incluidos skate, surf, bodyboard y ciclismo de montaña, de gran popularidad en Portugal.
- República de Irlanda : El canal se lanzó en Irlanda a través de Vodafone TV el 20 de enero de 2016.[1]